# (36179) 1999 SP19
1999 SP19 (asteroide 36179) é um asteroide da cintura principal. Possui uma excentricidade de 0.15060150 e uma inclinação de 11.27659º.
Este asteroide foi descoberto no dia 30 de setembro de 1999 por LINEAR em Socorro.